# Pagotan
Pagotan is een bestuurslaag in het regentschap Madiun van de provincie Oost-Java, Indonesië. Pagotan telt 2704 inwoners (volkstelling 2010).